# Cerithiopsis iota
Cerithiopsis iota là một loài ốc biển, động vật chân bụng trong họ Cerithiopsidae, được tìm thấy ở Vịnh Mexico. Nó được mô tả bởi C. B. Adams năm 1845.

## mô tả
Chiều dài tối đa của vỏ ốc được ghi nhận là 5 mm.

## Môi trường sống
Độ sâu tối thiểu được ghi nhận là 7 m. Độ sâu tối đa được ghi nhận là 115 m.